# 卡西内莱
卡西内莱（義大利語：Cassinelle），是意大利亚历山德里亚省的一个市镇。总面积23.8平方公里，人口944人，人口密度39.7人/平方公里（2009年）。ISTAT代码为006044。